# Trāyastriṃśa

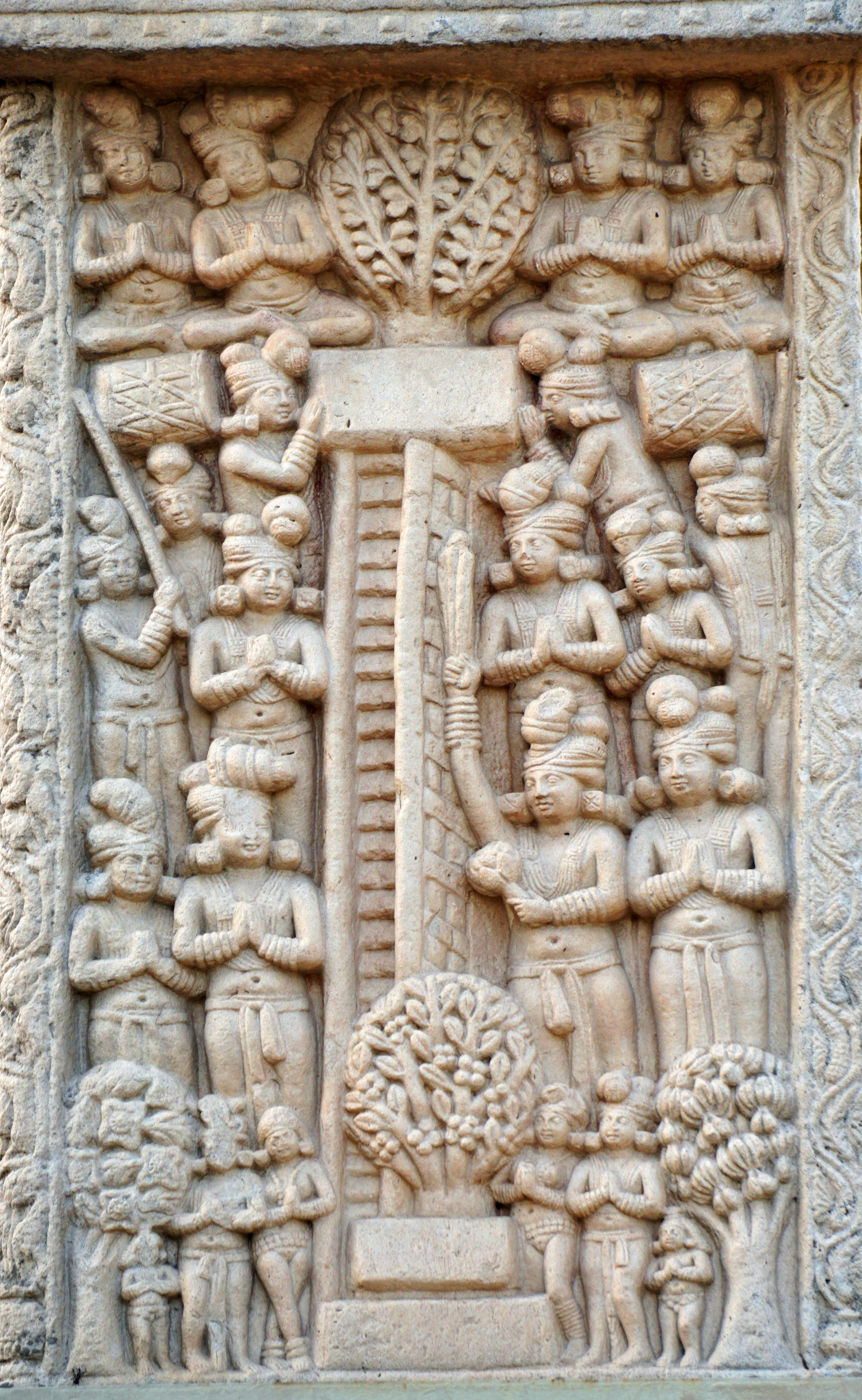
Discesa del Buddha dal paradiso di Trayastrimsa a Sankissa.

Il Trāyastriṃśa (sanscrito pali Tāvatiṃsa) è un importante mondo dei deva nella cosmologia buddista. La parola trāyastriṃśa è un aggettivo formato dal numerale trayastriṃśat ("33") e può essere tradotto come "appartenente ai trentatré [deva]". È principalmente il nome del secondo dei sei cieli del regno del desiderio nella cosmologia buddista, e secondariamente è usato per i deva che vi dimorano. Trāyastriṃśa è governato da Śakra.

## Descrizione
Il Trāyastriṃśa è il secondo dei cieli del Kāmadhātu, appena sopra Catumaharajika o il regno dei Quattro Re Celesti, ed è il più alto dei cieli che mantiene una connessione fisica con il resto del mondo. Trāyastriṃśa si trova sulla vetta del Sumeru, la montagna centrale del mondo, ad un'altezza di 80 yojana; l'area totale del paradiso è di 80 yojana quadrati. Questo paradiso è quindi paragonabile per alcuni aspetti al monte Olimpo greco.
Secondo Vasubandhu, gli abitanti di Trāyastriṃśa sono alti ciascuno mezzo krośa (circa 1500 piedi) e vivono per 1000 anni, di cui ogni giorno equivale a 100 anni del nostro mondo: cioè per un totale di 36 milioni dei nostri anni.
Poiché Trāyastriṃśa è fisicamente connesso al mondo attraverso il Sumeru, a differenza dei cieli sopra di esso, i deva Trāyastriṃśa non sono in grado di evitare di essere invischiati negli affari mondani. In particolare, si trovano spesso a litigare con gli asura, un insieme separato di esseri divini che furono espulsi da Trāyastriṃśa e che ora dimorano ai piedi del Sumeru, tramando per recuperare il loro regno perduto. C'è, tuttavia, un matrimonio tra i deva e gli asura proprio come c'è tra gli Æsir e gli jötnar nella mitologia norrena.
Il capo dei deva Trāyastriṃśa è Śakra (Pāli: Sakka), noto anche come Indra. Altri Trāyastriṃśa che sono frequentemente menzionati sono Viśvakarman (Vissakamma), artigiano e costruttore dei deva, Mātali, che guida il carro di Śakra, e Sujā, moglie di Śakra e figlia del capo Asura Vemacitrin (Vepacitti).
Il paradiso Trāyastriṃśa appare più volte nelle storie buddiste, in cui il Buddha ascende a Trāyastriṃśa o (più spesso) le divinità di Trāyastriṃśa scendono per incontrare il Buddha. La madre del Buddha, Maya, è rinata nel paradiso Tusita ed è scesa a visitare il Trāyastriṃśa dove suo figlio le ha insegnato l'abhidharma.
Il "trentatre" nel nome del cielo non è un'enumerazione degli dei che vi abitano (ce ne sono molti di più) ma un termine generale ereditato dalla mitologia vedica, che implica "l'intero pantheon degli dei". Nelle leggende buddiste Theravada, c'erano 33 umani nel gruppo originale di Sakka (che guadagnarono abbastanza merito da diventare deva in cima al monte Sineru).
Nel buddismo, ci sono "Yāmā devāḥ", "Tushitānāṃ", "Nirmāṇaratayaḥ devāḥ" e "Paranirmita-vaśavartinaḥ devāḥ" sopra, mentre Trāyastriṃśa e "Catumaharajika" sono sotto. Sono chiamati i sei cieli insieme a Śakro devānām (Śakra). A questi a volte viene aggiunto il paradiso "Sunirmita devāḥ" a seconda dei sutra.

## Livelli
Nella letteratura Mahayana, Trāyastriṃśa è composto da trentatré livelli. Questi sono enumerati nel Saddharmasmṛtyupasthāna Sūtra. I nomi sanscriti originali occasionalmente variano tra manoscritti sanscriti e testi cinesi.
1. Sudharmanivāsinī (善法堂天)
2. Tuṅganivāsinī (山峯天)
3. ikharanivāsinī (山頂天)
4. Sudarśananivāsinī (善見城天)
5. Rasthanivāsinī (鉢私地天)
6. Koṭaranivāsinī (倶吒天)
7. Caitrarathanivāsinī (雑殿天)
8. Nandananivāsinī (歓喜園天)
9. Vaibhrājanivāsinī (光明天)
10. Pariyatrakanivāsinī (波利耶多天)
11. miśrataṭanivāsinī (離険岸天)
12. Kuñjarataṭanivāsinī (谷崖岸天)
13. Maṇigarbhānivāsinī (摩尼蔵天)
14. vartacarā (旋行天)
15. Tapanīyagṛhā (金殿天)
16. Mālācchayā (鬘影天)
17. Nimnonnatācāriṇī (柔軟天)
18. Nānābhaktavicitrāśarīrā (雑荘厳天)
19. Yogavaha (如意天)
20. Sukṣmacarā (微細行天)
21. Saṃhṛṣṭagītadhvanyabhiratā (歌音喜楽天)
22. Tejomalinī (威徳輪天)
23. Candrāyatanacarā / Candrāyaṇacarā (月行天)
24. Yamanaśālā (閻摩那娑羅天)
25. Nimeṣonmeṣagatī (速行天)
26. Prabalecchācchāyāśarīrā / Pramāṇecchāśarīrā / Pavanecchācchāyā / Pravaṇecchāśarīreṣu (影照天)
27. Maṇicīrā / Śalecarāḥ (智慧行天)
28. Nikāyasabhāginī (衆分天)
29. Maṇḍalanivāsinī / Maṇḍalaniratā (曼陀羅天)
30. Utkarṣacārinī / Autkarṣa (上行天)
31. Tejomukha (威徳顔天)
32. Tejojālinī / Tejohvālāmālinī (威徳燄輪光天)
33. Prakīrṇakā (清浄天)

## Residenti
Di seguito è riportato un elenco dei deva che si dice vi dimorino:
- Śakra

le sue mogli
- Sujā

I suoi figli
- Suvira
- Susīma

Le sue figlie
- Āśā (pali: Āsā) (fortuna)
- Saddhā (pali: Saddhā) (fede)
- Śrī (Pali: Sirī) (gloria)
- Hrī (pali: Hirī) (modestia)

Altri
- Viśvakarmā - l'architetto dei deva
- Prajāpati
- Varuṇa
- Isāna
- Mātali - auriga di Śakra
- Pancaśikha
- Suvīra
- Susīma
- Jālinī
- Airavata - l'auriga dell'elefante di Śakra
- Pārileyyaka - un elefante che è rinato in cielo dopo aver servito il Buddha

## Nella cultura popolare
- La serie Dragon Ball presenta un luogo chiamato Lookout nel doppiaggio inglese e Tempio di Kami (神の神殿kami no shinden) nella versione giapponese. Questa zona ricorda iconograficamente Trāyastriṃśa, poiché questo paradiso è tradizionalmente raffigurato come una superficie piana sulla cima del monte Sumeru. Ci sono trentadue alberi sul Belvedere, che equivalgono allo stesso numero di palazzi di Trāyastriṃśa (senza contare il trentatreesimo, il palazzo di Śakra, esemplificato dalla camera iperbolica del tempo).
- In Super Mario Bros. 3, World 5-1 (Sky Land) c'è una collezione di monete che compongono il numero "33". Questo potrebbe essere in riferimento a Trāyastriṃśa, che è ulteriormente implicato dall'introduzione di questo mondo del seme Tanooki. Questo potenziamento consente al giocatore di trasformarsi in una statua di pietra di Kṣitigarbha, un Bodhisattva il cui background è spiegato nel Kṣitigarbha Sūtra che si svolge a Trāyastriṃśa.